# Naprzód Polsko-Piast
Naprzód Polsko-Piast – koalicja Ruchu Społecznego Naprzód Polsko i Stronnictwa „Piast”, zawarta 1 marca 2009 na wybory do Parlamentu Europejskiego.
Podczas podpisywania porozumienia byli przedstawiciele innych środowisk politycznych, m.in.: KPN, ZChN, Niezależnego Samorządnego Związku Zawodowego Rolników Indywidualnych „Solidarność”, ZZ Rolników „Ojczyzna” oraz Solidarności 80.
W założeniach koalicja była ruchem konserwatywno-ludowo-chrześcijańsko-narodowym. Pierwszym celem koalicji „Naprzód Polsko-Piast” był udział w wyborach do Parlamentu Europejskiego. W szóstej kadencji Parlamentu Europejskiego koalicja miała kilku eurodeputowanych (członków zarówno Naprzód Polsko, jak i Stronnictwa „Piast”).
19 marca 2009 został zarejestrowany Koalicyjny Komitet Wyborczy Naprzód Polsko-Piast.
Kandydaci koalicji Naprzód Polsko-Piast w czerwcowych wyborach do Parlamentu Europejskiego startowali w większości wspólnie m.in. z Ligą Polskich Rodzin z listy komitetu Libertas (prezes Naprzód Polsko Janusz Dobrosz i sekretarz generalny partii Dariusz Grabowski zostali w wyniku startu z tej listy wykluczeni z ugrupowania), jednak komitet Naprzód Polsko-Piast zarejestrował także własną listę w okręgu katowickim. Startowało z niej 6 osób bezpartyjnych (w tym dwie z wyrejestrowanej Konfederacji Polski Niepodległej – Obóz Patriotyczny) i 2 z Naprzód Polsko. Lista uzyskała 1537 głosów (0,16% w skali okręgu oraz 0,02% w skali kraju), co dało jej ostatnie, 11. miejsce w skali okręgu i 11. na 12 komitetów w skali kraju (przed PPS).
Później obie partie nie podejmowały współpracy, a Naprzód Polsko zostało rozwiązane w 2010.